# Гайнц Корн
Гайнц Корн (нім. Heinz Korn; 19 лютого 1920, Берлін — 13 жовтня 2000, Букстегуде) — співробітник Імперської служби праці (RAD), фельдмайстер (еквівалент лейтенанта). Майор резерву бундесверу.
Єдиний кавалер Лицарського хреста Залізного хреста серед співробітників Імперської служби праці.

## Біографія
15 листопада 1938 року поступив на службу в 1-й дивізіон 51-го зенітного полку, з 1 вересня 1939 року служив у 2-й батареї. Учасник Польської, Французької кампаній і боїв на радянсько-німецькому фронті. 1 травня 1943 року переведений у відділення RAD в Гревесмюлен, де служив я ад'ютант генераларбайтсфюрера Кріхбаума до 7 березня 1944 року. З 1 серпня 1944 року служив у 6-му дивізіоні RAD в Шверіні, потім — у 4-й батареї 232-го важкого зенітного дивізіону. В 1945 році призначений командиром роти 7-го парашутно-протитанкового дивізіону 7-ї парашутної дивізії. Корн закінчив курс протитанкової підготовки і навчав інших членів RAD стрільбі по наземних цілях із зенітної гармати. 8 травня 1945 року потрапив у полон. 9 серпня 1945 року звільнений. 
В 1958 році поступив на службу в бундесвер, в 1964 році вийшов у відставку.

## Нагороди
- Медаль «За вислугу років у Імперській службі праці» 4-го ступеня (4 роки)
- Залізний хрест 2-го і 1-го класу
- Нагрудний знак зенітної артилерії люфтваффе
- Нагрудний знак люфтваффе «За ближній бій»
- Нагрудний знак «За поранення» в сріблі
- Медаль «За зимову кампанію на Сході 1941/42»
- Німецький хрест в золоті (27 жовтня 1943)
- Почесна застібка на орденську стрічку для люфтваффе (1944)
- Лицарський хрест Залізного хреста (14 січня 1945) — за знищення 32 ворожих танків у складі протитанкової роти.